# Јерменска католичка црква
Јерменска католичка црква, такође позната и као Јерменска унијатска црква (јерм. Հայ Կաթողիկէ Եկեղեցի), је посебна источнокатоличка црква, која следи јерменску литургијску традицију. Настала је одвајањем дела верника од Јерменске апостолске цркве, и њиховим приступањем Католичкој цркви. Римски папа Бенедикт XIV је 1742. године званично прогласио оснивање Јерменске источнокатоличке цркве. Сједиште Јерменске источнокатоличке цркве је град Бзомар у Либану. Црква је 1749. године изградила свој комплекс у Бзомару. Током геноцида над Јерменима (1915—1923), црква се проширила на Сирију.
Јерменска источнокатоличка црква је присутна и у Пољској, гдје је основана 1630. године. Центар те цркве је био у Галицији, а сада има два центра, један у Гдањску, а други у Гљивицама.

## Структура

### Структура Јерменске католичке цркве
Архиепископске дијецезе:
- Бејрут, Либан
- Алеп, Сирија
- Багдад, Ирак
- Константинопољ (Истанбул), Турска
- Лавов, Украјина

Епархије:
- Александрија, Египат
- Исфахан, Иран
- Камишли, Сирија
- Њујорк, САД
- Париз, Француска
- Буенос Ајрес, Аргентина

Апостолски егзархати:
- Латинска Америка
- Мексико

Ординаријати за вјернике Источног обреда:
- Источна Еропа
- Грчка
- Румунија

Патријархални егзархати:
- Дамаск, Сирија
- Јерусалим, Израел
- Аман, Јордан

### Број вјерника
Јерменска католичка црква је 1990. године имала 142.853 вјерника, 2000. године је било 362.047, а 2008. године 700.806.
| Бискупија                  | 1990.          | 2000.   | 2008.   |
| -------------------------- | -------------- | ------- | ------- |
| Бејрут, Либан              | 15.000         | 12.000  | 12.000  |
| Исфахан, Иран              | 2.200          | 2.200   | 10.000  |
| Багдад, Ирак               | 2.200          | 2.000   | 2.000   |
| Александрија, Египат       | 1.500          | 1.287   | 6.000   |
| Алеп, Сирија               | 15.000         | 17.000  | 17.500  |
| Камишли, Сирија            | 4.303          | 4.000   | 4.000   |
| Дамаск, Сирија             | 9.000          | 8.000   | 6.500   |
| Истанбул, Турска           | 3.700          | 3.680   | 3.650   |
| Аман и Јерусалим           | Н/А            | 280     | 800     |
| Лавов, Украјина            | Н/А            | Н/А     | 0       |
| Париз, Француска           | 30.000         | 30.000  | 30.000  |
| Атина, Грчка               | 650            | 600     | 350     |
| Латинска Америка и Мексико | 30.000         | 12.000  | 12.000  |
| Буенос Ајрес               | Н/А            | 16.000  | 16.000  |
| Румунија                   | Н/А            | 1.000   | 806     |
| Њујорк (САД И Канада)      | 34.000         | 36.000  | 36.000  |
| Гјумри, Јерменија          | основана 1991. | 220.000 | 490.000 |
| Укупно                     | 142.853        | 362.047 | 700.806 |